# In the Power of Blacklegs
In the Power of Blacklegs è un cortometraggio muto del 1913: nei titoli non viene riportato il nome del regista. Prodotto dalla Kalem Company, il film era interpretato da Tom Moore e Alice Joyce.

## Trama
Per coprire un ragazzo colpevole, una segretaria si lascia accusare di malversazione. Il suo capo, innamorato di lei, si accusa a sua volta. La verità viene a galla in seguito al racconto di una testimone.

## Produzione
Prodotto dalla Kalem Company nel 1913

## Distribuzione
Distribuito dalla General Film Company, il film - un cortometraggio in una bobina - uscì in sala il 5 febbraio 1913.